# Rebeka (biblická postava)
Rebeka (hebrejsky רִבְקָה‎, Rivka, arabsky رفقة‎, Rifqa) je manželka biblického patriarchy Izáka, s nímž měla syny Jákoba a Ezaua.
Jejím otcem byl Betúel, syn Milky, ženy Abrahamova bratra Náchora. Rebeka měla bratra Lábana, jehož dcery Lea a Ráchel se staly manželkami svého bratrance Jákoba, Rebečina syna. Příběh Rebeky se popisuje v 1. knize Mojžíšově v 24.–27. kapitole.
Rebeka dala u studny napít služebníku stárnoucího Abraháma, který ho vyslal do své rodné země pro nevěstu pro svého syna Izáka, aby si nebral ženu z místního kanaánského lidu. Služebník pak na návštěvě u Rebečina bratra Lábana dojednal sňatek a s jejím souhlasem ji odvedl k Izákovi.
Její tělo je podle tradice pohřbeno v Jeskyni patriarchů v Hebronu spolu s Izákem a dalšími starozákonními postavami.

## Úloha Rebeky v požehnání Jákobovi
Když Izák ve stáří ztratil zrak a usoudil, že se blíží jeho konec, pověřil svého prvorozeného Ezaua, aby ulovil zvěř a připravil mu z ní oblíbenou pochoutku. Pak že se dočká otcovského požehnání.
Tento rozhovor Rebeka zaslechla a přiměla Jákoba, aby si na ruce navlékl kůži ze zvěřiny, čímž slepého otce přesvědčil (podvodem), že je Ezau, a ten mu předal otcovské požehnání. Jákob se pak stal třetím praotcem Izraele, otcem dvanácti zakladatelů izraelský kmenů.